# Aliança d'Esquerra (Finlàndia)
Aliança d'Esquerra (finès Vasemmistoliitto) és un partit polític finlandès format el 1990 de la unió de la Lliga Democràtica Popular Finlandesa (SKDL), la Lliga Democràtica de les Dones Finlandeses (SNDL) i el Partit Comunista de Finlàndia (SKP) l'abril de 1990, després de la publicació de la Declaració d'abril, que va posar en relleu la necessitat d'un partit que promogués els ideals de la Revolució Francesa - llibertat, igualtat, fraternitat i - a més de la pau i els valors ambientals.

## Història
La curta història del partit s'ha caracteritzat per les disputes i conflictes interns, ja que està format per persones amb punts de vista molt diferents sobre la societat. Hi ha hagut diverses desercions a gran escala cap al Partit Socialdemòcrata de Finlàndia i al recent format Partit Comunista de Finlàndia. El 2005 el cap del SKP Matti Viialainen formà una societat a per promoure una fusió entre els dos grans partits polítics d'esquerra finlandesos, l'Aliança de l'Esquerra i els socialdemòcrates. Això va provocar un escàndol en l'Aliança de l'Esquerra, i Viialainen va ser condemnat per voler trencar el partit.
El 2006, el líder del partit Suvi-Anne Siimes va anunciar la seva dimissió del càrrec i abandonà el partit com a resultat de les rivalitats amb la secció esquerrana del partit. El 13 de maig de 2006, Martti Korhonen va ser elegit com el nou líder del partit. A les eleccions parlamentàries finlandeses de 2007 va obtenir 17 diputats. Després dels mals resultats en les Eleccions al Parlament Europeu de 2009, Kohhonen va presentar la dimissió, i Paavo Arhinmäki fou elegit nou líder del partit. A les eleccions de 2011, va obtenir 8,1% dels vots i 14 escons, i va entrar al govern presidit per Jyrki Katainen, del Partit de la Coalició Nacional, i que inclou el Partit Socialdemòcrata, els Demòcrata-Cristians, la Lliga Verda i el Partit Popular Suec. En les eleccions parlamentàries de 2015 obtingué 211,615 vots, 7,1%. Arhinmäki no renovà el càrrec al capdavant de l'Aliança. La candidata de l'aliança d'esquerra a la regió de a Finlàndia Pròpia Li Andersson va ser elegida en aquestes eleccions amb el nombre més alt de vots (amb 17 escons); superant fins i tot els presidents del Coalició Nacional i la Lliga Verda. Fou escollida presidenta de l'Aliança el 6 de juny de 2016. En les eleccions municipals de 2017, el partit obtingué 226,626 vots, el 8,8% del total, i 658 regidors. Andersson va aconseguir ser la més votada dels candidats fora de Hèlsinki al seu districte, i fou la sisena més votada del país. L'aliança d'Esquerra té un diputat al parlament europeu, que obtingué en els eleccions europees de 2014, forma part del grup Esquerra Unitària Europea/Esquerra Verda Nòrdica.
Segons el programa de l'Aliança Esquerra aprovat pel V Congrés del Partit el 16 de juny de 2007, els valors fonamentals del partit són la igualtat, la llibertat, el desenvolupament sostenible i la democràcia. Creuen que la democràcia ha de ser reforçada davant el poder del capital, desafiant el capitalisme global. El partit defensa la igualtat en totes les seves formes i s'identifica com a feminista i anti-racista, a més de donar suport a la igualtat econòmica i l'ecologisme. El partit dona suport a la introducció de la renda bàsica i ha estat un ferm opositor de les polítiques liberals d'austeritat, retallades socials i privatitzacions.

## Caps del partit
1. Claes Andersson (1990–1998)
2. Suvi-Anne Siimes (1998–2006)
3. Martti Korhonen (2006–2009)
4. Paavo Arhinmäki (2009-2016)
5. Li Andersson (2016-present)

## Resultats electorals

### Eduskunta
| Any  | Vots    | %     | Escons   | +/- | Govern             |
| ---- | ------- | ----- | -------- | --- | ------------------ |
| 1991 | 274,639 | 10.08 | 19 / 200 |     | Oposició           |
| 1995 | 310,340 | 11.16 | 22 / 200 | 3   | Coalició           |
| 1999 | 291,675 | 10.88 | 20 / 200 | 2   | Coalició           |
| 2003 | 277,152 | 9.93  | 19 / 200 | 1   | Oposició           |
| 2007 | 244,296 | 8.82  | 17 / 200 | 2   | Oposició           |
| 2011 | 238,437 | 8.15  | 14 / 200 | 3   | Coalició (2011–14) |
| 2011 | 238,437 | 8.15  | 14 / 200 | 3   | Oposició (2014–15) |
| 2015 | 211,702 | 7.13  | 12 / 200 | 2   | Oposició           |
| 2019 | 251,808 | 8.20  | 16 / 200 | 4   | Coalició           |
| 2023 | 218,340 | 7.06  | 11 / 200 | 5   | Oposició           |

### Eleccions presidencials
| Any  | Candidat               | 1a volta  | 1a volta    | 1a volta | 2a volta  | 2a volta    | 2a volta |
| Any  | Candidat               | Vots      | %           | Pos.     | Vots      | %           | Resultat |
| ---- | ---------------------- | --------- | ----------- | -------- | --------- | ----------- | -------- |
| 1994 | Claes Andersson        | 122,820   | 3,8 / 100   | 6è       |           |             | Derrota  |
| 2000 | Cap                    |           |             |          |           |             |          |
| 2006 | Suport a Tarja Halonen | 1,397,030 | 46,31 / 100 | 1r       | 1,630,980 | 51,79 / 100 | Elegit   |
| 2012 | Paavo Arhinmäki        | 167,359   | 5,5 / 100   | 6è       |           |             | Derrota  |
| 2018 | Merja Kyllönen         | 89,977    | 3 / 100     | 7è       |           |             | Derrota  |
| 2024 | Li Andersson           | 158,328   | 4,88 / 100  | 5è       |           |             | Derrota  |

### Eleccions municipals
| Any  | Vots    | %     | Regidors       | +/- |
| ---- | ------- | ----- | -------------- | --- |
| 1992 | 310,757 | 11.67 | 1.319 / 12.571 | Nou |
| 1996 | 246,597 | 10.37 | 1.128 / 12.482 | 191 |
| 2000 | 219,671 | 9.88  | 1.027 / 12.278 | 101 |
| 2004 | 228,358 | 9.56  | 987 / 11.966   | 40  |
| 2008 | 224,170 | 8.78  | 833 / 10.412   | 154 |
| 2012 | 199,312 | 8.0   | 640 / 9.674    | 193 |
| 2017 | 226,626 | 8.8   | 658 / 8.999    | 18  |
| 2021 | 194,385 | 7,9   | 508 / 8.859    | 150 |
| 2025 | 223,396 | 9.3   | 535 / 8.586    | 27  |

### Parlament Europeu
| Any  | Vots    | %          | Escons | +/- |
| ---- | ------- | ---------- | ------ | --- |
| 1996 | 236,490 | 10.51 (#4) | 2 / 16 | 2   |
| 1999 | 112,757 | 9.08 (#5)  | 1 / 16 | 1   |
| 2004 | 151,291 | 9.13 (#5)  | 1 / 14 | =   |
| 2009 | 98,690  | 5.93 (#7)  | 0 / 13 | 1   |
| 2014 | 160,818 | 9.3 (#6)   | 1 / 13 | 1   |
| 2019 | 125,749 | 6.9 (#6)   | 1 / 14 | =   |
| 2024 | 316,758 | 17.32 (#2) | 3 / 15 | 2   |